# Patricia Deveaux
Patricia Deveaux (ur. 2 czerwca 1968 na Bahamach) – bahamska polityczka. Członkini i Spikerka Izby Zgromadzenia Bahamów.

## Życiorys
Deveaux urodziła się 2 czerwca 1968 w wielodzietnej rodzinie (jako najmłodsza z dziesiątki dzieci).

### Życie zawodowe
Przez prawie 30 lat pracowała jako sekretarka w bahamskim Ministerstwie Bezpieczeństwa Narodowego.

### Działalność polityczna
Jest wiceprzewodniczącą Postępowej Partii Liberalnej. W wyborach generalnych w 2021 roku uzyskała mandat do Izby Zgromadzenia, gdzie reprezentuje jednomandatowy okręg wyborczy Bamboo Town przez okres pięcioletniej kadencji. Zdobyła 1790 głosów wobec 3436 oddanych głosów i 5860 uprawnionych do głosowania. Pokonała m.in. Marie Vernitę Daxon z Koalicji Niezależnych (378 głosów), Omara Bradleya Smitha z Demokratycznego Sojuszu Narodowego (55 głosów) i urzędującego Renwarda Wellsa z Wolnego Ruchu Narodowego.
7 października 2021 roku została wybrana na stanowisko Spikerki. Jest drugą kobietą na tym stanowisku, po Rome Italii Johnson, która pełniła tę funkcję od kwietnia 1997 do września 2002.

### Życie prywatne
Ma córkę, jest niezamężna.